# Vážní domek (Butovická ulice)
Památkově chráněný vážní domek ve Starých Butovicích u Butovického rybníka (poblíž křižovatky ulic Stodůlecká x Butovická) stojí v místě, kde se nacházela obecní a později zemědělská a družstevní váha, která byla zbudována a zprovozněna mezi roky 1880 až 1890 na základě nařízení zemského výboru z roku 1878. Nařízení reagovalo na platný zákon z roku 1871, který se týkal zavedení metrického systému a využití vah v obchodech. Váha prokazatelně vážila veškeré zemědělské produkty již v roce 1909. V blízkosti váhy byl výkup a sklady ovoce–zelenina a v okolí se tehdy pěstovala hlavně cukrová řepa. Začátkem roku 2020 hrozilo zřícení střechy vážního domku a tak byl na přání několika lokálních občanů a místního architekta objekt ve čtvrtém kvartálu roku 2020 zrekonstruován Úřadem městské části Praha 5.

Výzdoby vážního domku
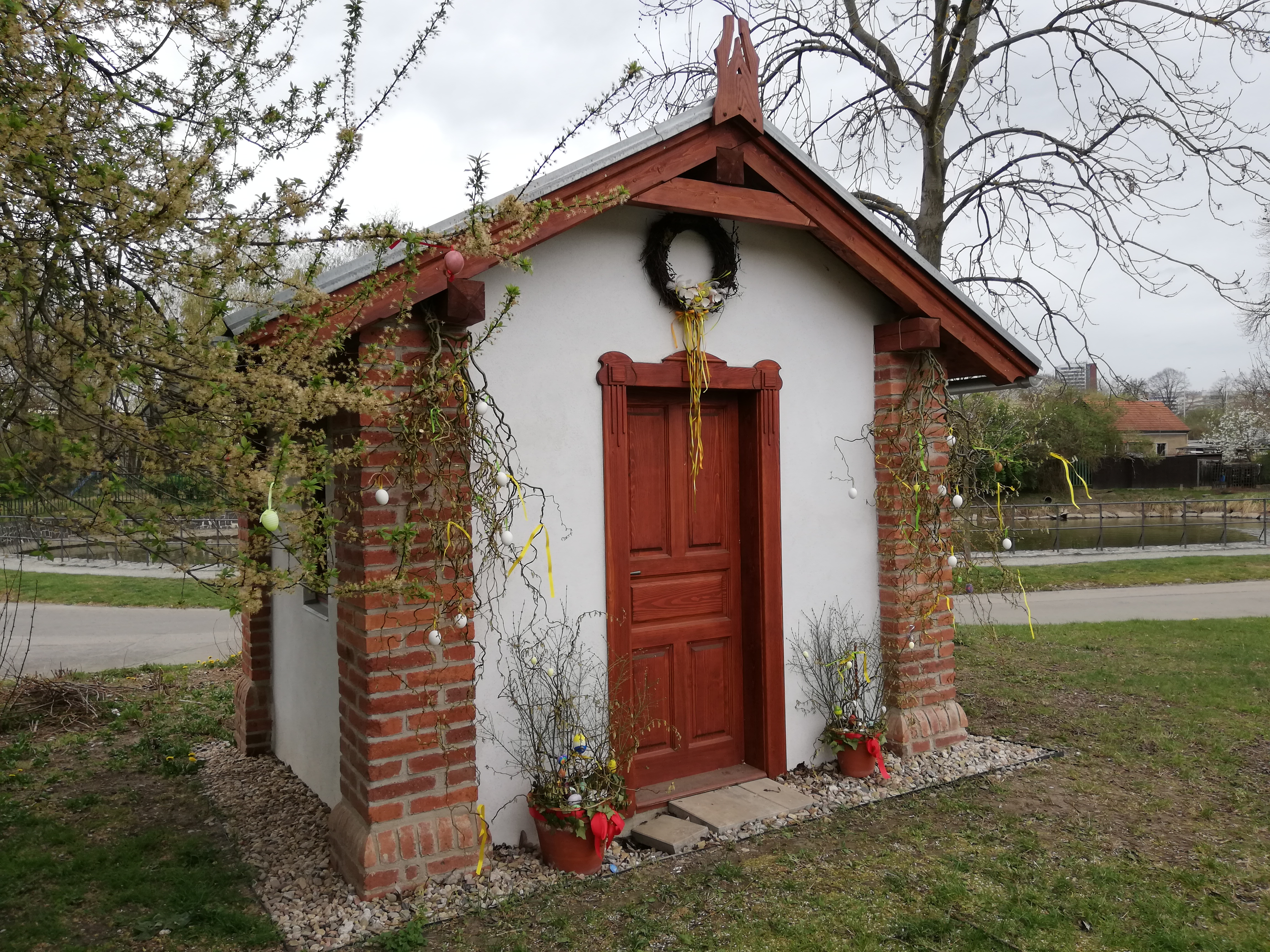
Jarní
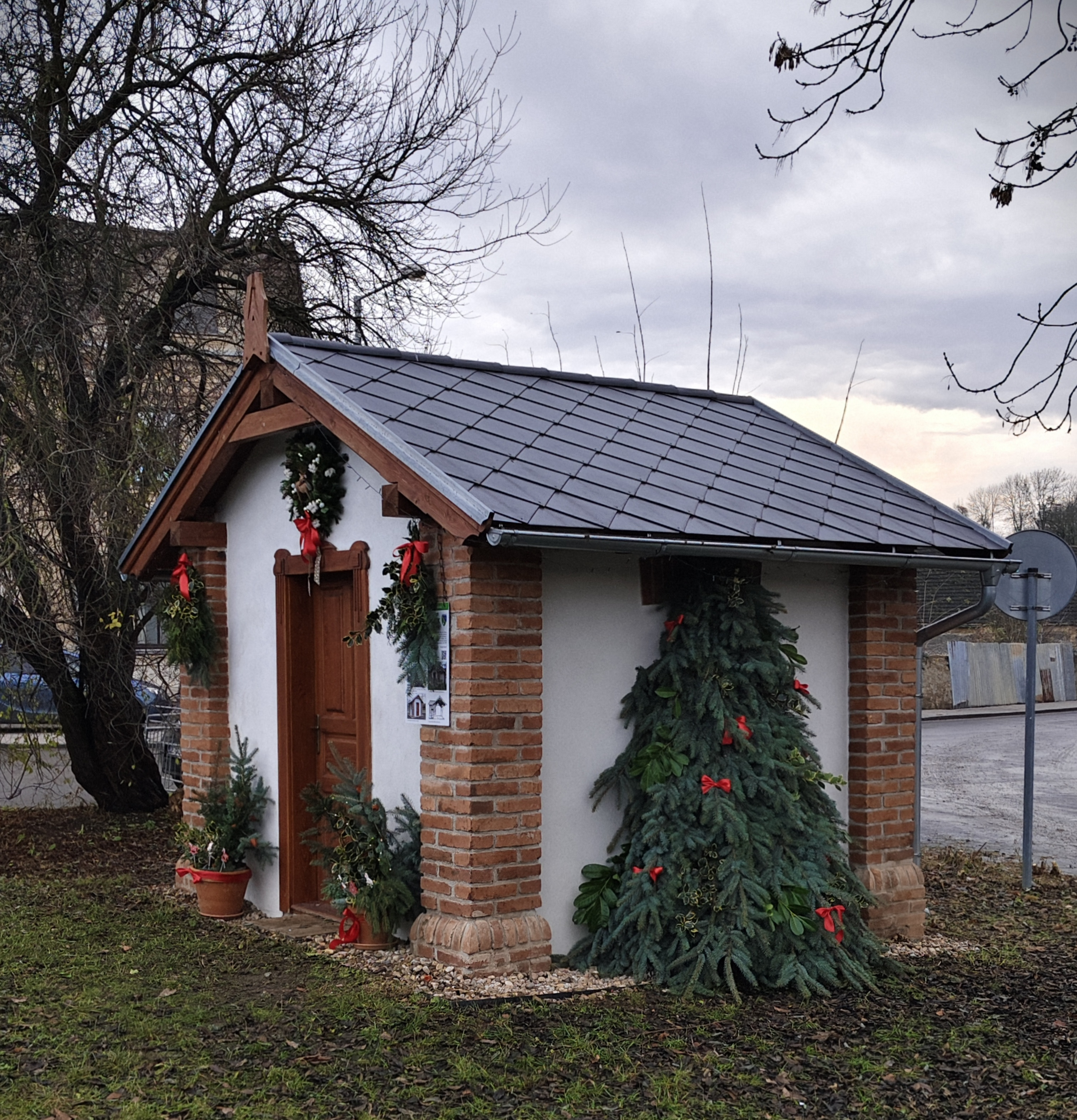
Vánoční (denní světlo)
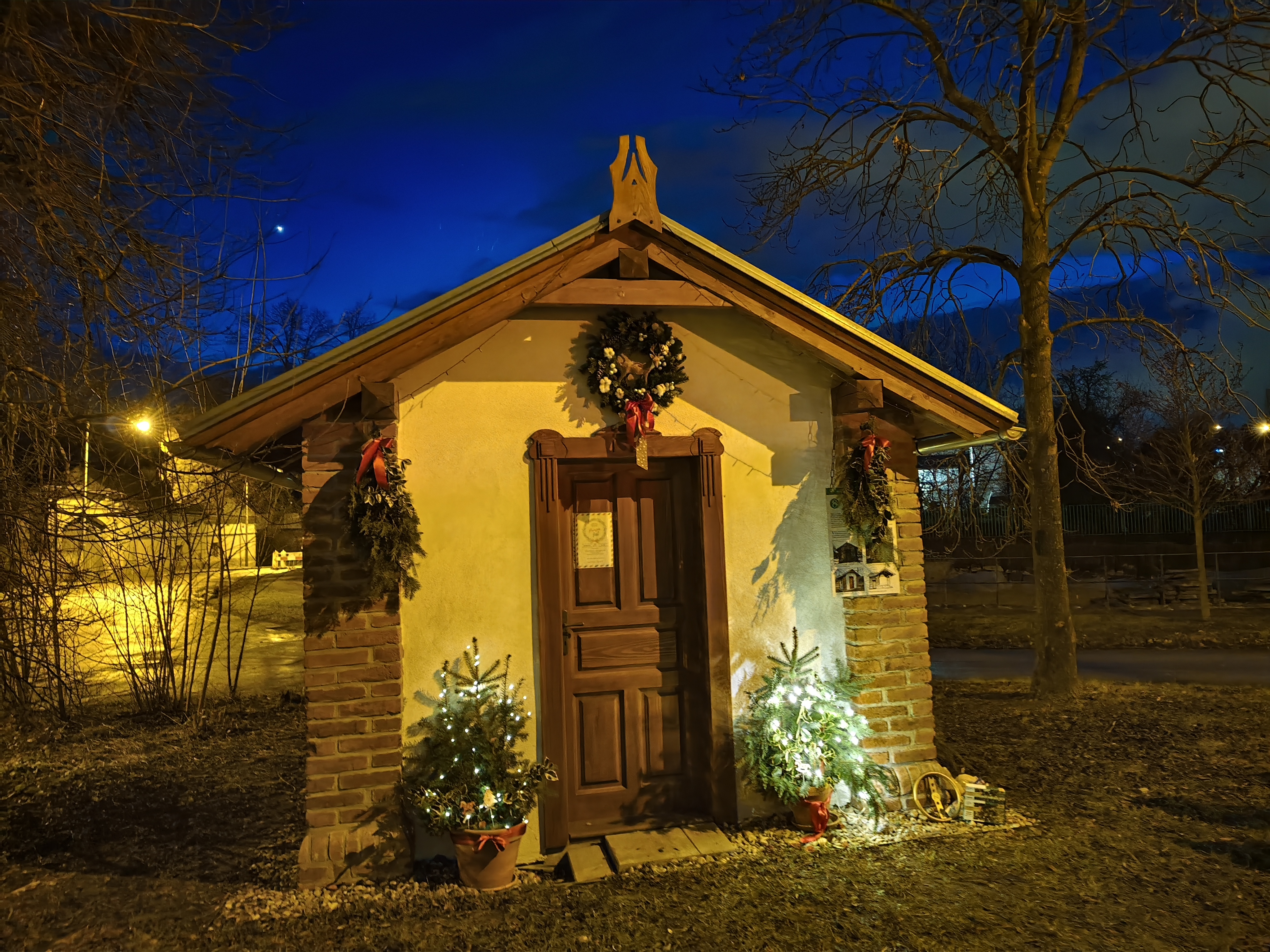
Vánoční (večerní nasvícení)